# Marita Petersen
Marita Johansen, coniugata Petersen (Vágur, 21 ottobre 1940 – Tórshavn, 26 agosto 2001), è stata una politica faroese.

## Biografia
Nacque a Vágur nel 1940 dagli insegnanti di scuola elementare Sámal Johansen (1899-1991) e Anna Elisabeth Matras (1904-1988). Sia suo padre che i due fratelli erano politicamente attivi e sviluppò la propria sensibilità politica sin da giovane.
Completò gli studi di insegnante nel 1964 all'Hellerup Seminarium e si laureò alla Danmarks Lærerhøjskole nel 1980. Dallo stesso anno fino al 1984 presiedette l'Associazione degli Insegnanti Faroesi.
Insegnò alla scuola elementare fino al 1989, quando entrò a lavorare come responsabile nella Direzione dell'istruzione. Nel 1998 divenne direttrice al Centro per l'educazione speciale.

## Vita privata
Il 17 ottobre 1962 sposò l'avvocato Kári Dalsgaard Petersen (1936), con cui ebbe i figli Atli (1963), Uni (1965) e Búi (1970).